# Yabassi
Yabassi (in der deutschen Kolonialzeit Jabassi genannt) ist eine Gemeinde in Kamerun in der Region Littoral. Sie ist Hauptort des Départements Nkam.

## Geografie
Yabassi liegt im Westen Kameruns, etwa 60 Kilometer nordöstlich von Douala am Fluss Wouri.

## Verkehr
Yabassi liegt an der Zusammenführung der Provinzialstraßen P15 und P16.

## Geschichte
In Yabassi befanden sich während der deutschen Kolonialzeit der Sitz des gleichnamigen Verwaltungsbezirkes, eine Polizeistation, eine Postagentur und mehrere Pflanzungen.
Während des Ersten Weltkriegs kam es bei Yabassi am 7. und 14. Oktober 1914 zu Gefechten zwischen der deutschen Schutztruppe und britischen Streitkräften, die die Besetzung der Stadt durch die Briten zur Folge hatten.